# 根津町
根津町（ねづまち）は、愛知県名古屋市中区の地名。

## 歴史

### 沿革
- 1878年（明治11年） - 名古屋区根津町が成立[3]。
- 1889年（明治22年）10月1日 - 名古屋市成立により、同市根津町となる[3]。
- 1908年（明治41年）4月1日 - 中区編入により、同区根津町となる[3]。
- 1969年（昭和44年）10月21日 - 全域が中区大須一丁目に編入され消滅[3]。